# Regeringen Reedtz-Thott
Regeringen Reedtz-Thott var Danmarks regering 7. august 1894 – 23. maj 1897.
Den bestod af følgende ministre:
- Konseilspræsident og Udenrigsminister: K.T.T.O Reedtz-Thott
- Finansminister: C.D. Lüttichau
- Indenrigsminister: H. E. Hørring
- Justitsminister og Minister for Island:

J.M.V. Nellemann til 13. juni 1896, derefter
N.R. Rump
- Minister for Kirke- og Undervisningsvæsenet: V. Bardenfleth
- Krigsminister:

C.A.F. Thomsen til 25. april 1896, derefter
J.G.F. Schnack
- Marineminister: N.F. Ravn
- Minister for offentlige arbejder:

H.P. Ingerslev til 20. april 1896, derefter
H.E. Hørring til 22. maj 1896
- Landbrugsminister: Knud Sehested fra 22. maj 1896